# 1052
 Năm 1052 là một năm trong lịch Julius. 

## Sinh
- 23 tháng 5 - Philippe I của Pháp (mất 1108)

## Mất
- Phạm Trọng Yêm (sinh 989) nhà chính trị, nhà văn, nhà quân sự, nhà giáo dục thời Bắc Tống.